# SKY.V 북항
SKY.V 북항(영어: SKY.V Bukhang)은 대한민국 부산광역시 동구 초량동에 계획중인 마천루이다. 원래는 더 게이트 동원의 계획이 있었는데 SKY.V 북항이라는 건물의 계획이 있다.

## 같이 보기
- 대한민국의 마천루 목록
- 부산광역시의 마천루 목록